# 315
315 (CCCXV) var ett normalår som började en lördag i den julianska kalendern.

## Händelser

### Juli
- Juli – Konstantinbågen i Rom invigs.

### Okänt datum
- Konstantin den store och Licinius bekämpar sarmaterna, goterna och karpierna längs Donau samt återupprättar gränsförsvaret där.
- Korsfästning avskaffas som straff inom Romarriket.
- En fattigdomshjälp instiftas i Romarriket.
- Termer byggs i Augusta Treverorum.
- Eusebios blir biskop av Caesarea (omkring detta år).
- Lammet blir symbol för Jesus inom den kristna konsten.

## Födda
- Kyrillos av Jerusalem, teolog, kyrkolärare och helgon (född omkring detta år)